# 2018-as jégkorong-világbajnokság
A 2018-as jégkorong-világbajnokság a 82. világbajnokság, amelyet a Nemzetközi Jégkorongszövetség szervezett. A világbajnokságok végeredményei alapján alakult ki a 2019-es jégkorong-világbajnokság főcsoportjának illetve divízióinak mezőnye.

## Főcsoport
A 2018-as IIHF jégkorong-világbajnokságot Dániában rendezték május 4. és 20. között.
1–16. helyezettek
| - Svédország – Világbajnok - Svájc - Egyesült Államok - Kanada - Oroszország - Finnország - Csehország - Lettország | - Szlovákia - Dánia - Németország - Franciaország - Norvégia - Ausztria - Fehéroroszország – Kiesett a divízió I A csoportjába - Dél-Korea – Kiesett a divízió I A csoportjába |

## Divízió I
A divízió I-es jégkorong-világbajnokság A csoportját Budapesten, Magyarországon április 22. és 28. között, a B csoportját Kaunasban, Litvániában rendezték április 22. és 28. között.
| 17–22. helyezettek A csoport - Nagy-Britannia – Feljutott a főcsoportba - Olaszország – Feljutott a főcsoportba - Kazahsztán - Magyarország - Szlovénia - Lengyelország – Kiesett a divízió I B csoportjába | 23–28. helyezettek B csoport - Litvánia – Feljutott a divízió I A csoportjába - Japán - Észtország - Ukrajna - Románia - Horvátország – Kiesett a divízió II A csoportjába |

## Divízió II
A divízió II-es világbajnokság A csoportját Tilburgban, Hollandiában április 23. és 29. között, a B csoportját Granadában, Spanyolországban rendezték április 14. és 20. között.
| 29–34. helyezettek A csoport - Hollandia – Feljutott a divízió I B csoportjába - Ausztrália - Szerbia - Kína - Belgium - Izland – Kiesett a divízió II B csoportjába | 35–40. helyezettek B csoport - Spanyolország – Feljutott a divízió II A csoportjába - Új-Zéland - Izrael - Észak-Korea - Mexikó - Luxemburg – Kiesett a divízió III-ba |

## Divízió III
A divízió III-as jégkorong-világbajnokságot Fokvárosban, Dél-Afrikában rendezték április 16. és 22. között.
41–45. helyezettek
- Grúzia – Feljutott a divízió II B csoportjába
- Bulgária
- Törökország
- Tajvan
- Dél-afrikai Köztársaság
- Hongkong

### Divízió III selejtező
A jégkorong-világbajnokság divízió III-as selejtezőjét Szarajevóban, Bosznia-Hercegovinában rendezték február 25. és 28. között.
- Türkmenisztán – Feljutott a 2019-es divízió III-ba
- Bosznia-Hercegovina
- Egyesült Arab Emírségek
- Kuvait